# КК Аполон Лимасол
КК Аполон Лимасол (грч. עירוני נהריה) је кипарски кошаркашки клуб из Лимасола. Такмичи се у Првој дивизији Кипра.

## Историја
Клуб је основан 1967. и један је од тимова који су оснивачи Кошаркашког савеза Кипра. Од оснивања су стандардни чланови Прве дивизије Кипра. Највеће успехе клуб бележи у 2002. и 2014. када је освојен Куп Кипра.

## Успеси

### Национални
- Куп Кипра:
  - Победник (2): 2002, 2014.

## Познатији играчи
- Ајзеа Морис
- Млађен Шљиванчанин